# بیژن باتمانی
بیژن باتمانی (زادهٔ ۱ دی ۱۳۵۱ در کرمانشاه) بوکسور اهل ایران است.

## زندگی ورزشی
وی در وزن ۵۷ کیلوگرم بوکس بازی‌های المپیک تابستانی ۲۰۰۰ شرکت کرده‌است،  باتمانی سابقه کسب مدال طلا و نقره در مسابقات بوکس آسیا را در کارنامه دارد.